# Ляньхуа Цинвень

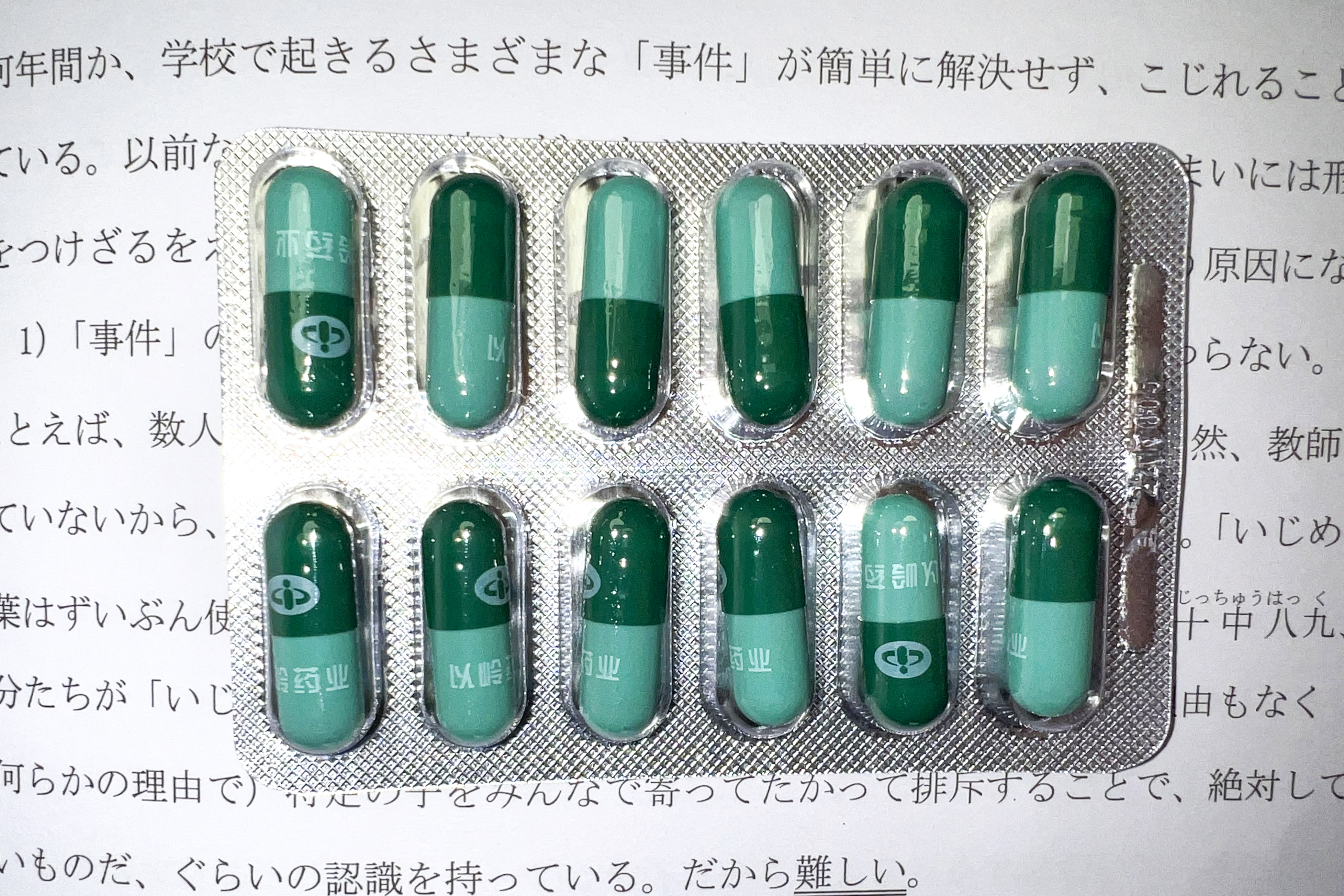
Ляньхуа Цинвень капсулы

Ляньхуа Цинвень — лекарственное средство традиционной китайской медицины.

## Основные сведения
Ляньхуа Цинвень было разработано китайской компанией Shijiazhuang Yiling Pharmaceutical в 2003 году в качестве средства для лечения Тяжёлого острого респираторного вирусного синдрома (ТОРС, англ. SARS) и вспышки SARS в 2002 году. В 2004 год Национальной комиссией здравоохранения Китая внесло Ляньхуа Цинвень в перечень средств для лечения гриппа и других респираторных заболеваний. Формула препарата включает 13 активных компонентов, которые использовались в традиционной китайской медицине при династии Хань. Основу препарата составляют отвары традиционной китайской медицины, использовавшиеся в древности: абрикос, корень вайды, форзиция, цветы жимолости японской и эфедра. Лекарственное средство выпускается в форме капсул и гранул.

## Пандемия COVID-19
Во время пандемии COVID-19, китайское правительство официально закупило Ляньхуа Цинвень для лечений последствий COVID-19 в январе 2020 года. На Филиппинах Ляньхуа Цинвень был одобрен в качестве рецептурного лекарственного средства для борьбы с симптомами COVID-19, но не от самого вируса.